# Gary Moore

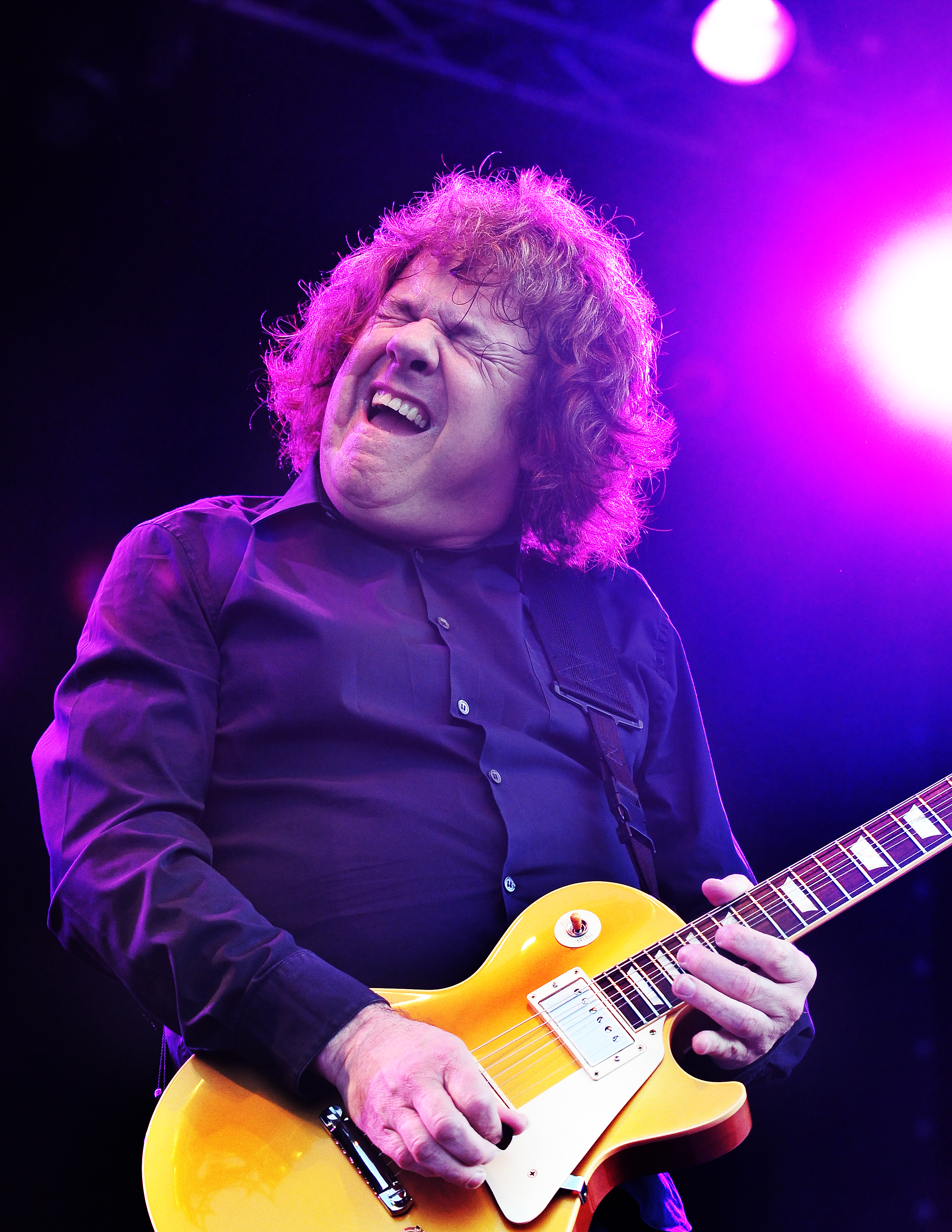
Gary Moore live im Jahr 2008

Robert William Gary Moore (* 4. April 1952 in Belfast, Nordirland; † 6. Februar 2011 in Estepona, Spanien) war ein nordirischer Blues-, Blues-Rock- und Hard-Rock-Gitarrist, Komponist und Sänger.

## Leben und Karriere

### 1969: Anfänge
Moore wuchs als Sohn eines Veranstalters mit vier Geschwistern in Ost-Belfast auf. Ab 1960 spielte er Gitarre; Moore war Linkshänder, spielte jedoch wie ein Rechtshänder, mit Anschlag der rechten Hand.
In seiner Familie gab es viele Schwierigkeiten. Er verließ mit 16 sein Elternhaus und ging nach Dublin. Ein Jahr darauf trennten sich seine Eltern.
In Dublin verdiente sich Moore ab 1969 sein erstes Geld als Musiker, zusammen mit Phil Lynott. Die gemeinsame Band Skid Row, nicht zu verwechseln mit der gleichnamigen US-amerikanischen Rockband, veröffentlichte zwei Alben. Starken Einfluss auf Moore übte in dieser Zeit der Gitarrist Peter Green mit seiner Band Fleetwood Mac aus, den er in Dublin und London persönlich kennengelernt hatte. Ende 1971 verließ Moore die Band Skid Row und unterstützte die Folkrock-Band Dr. Strangely Strange als Gastmusiker, um dann 1973 die erste Gary Moore Band zu gründen, bei der er auch den Gesang übernahm. Das einzige Album Grinding Stone (1973) blieb erfolglos und die Band löste sich wieder auf.

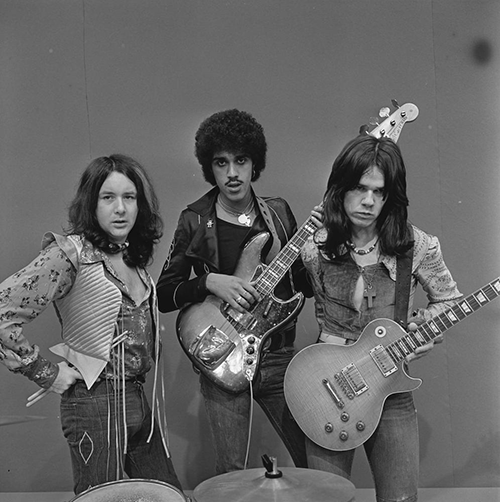
Gary Moore (rechts) mit Thin Lizzy (1974)

1974 schloss sich Moore Thin Lizzy an und war wieder mit Phil Lynott in einer Band. Dort blieb er jedoch nur kurze Zeit. Danach arbeitete er als Studiomusiker, unter anderem für Jonathan Kelly und Eddie Howell.
1975 gründete Moore zusammen mit dem Schlagzeuger Jon Hiseman, dem Keyboarder Don Airey, dem Bassisten Neil Murray und dem Sänger Mike Starrs die Jazzrock-Formation Colosseum II. 1978 löste sich die Band nach drei Studioalben und vielen Konzerten auf. Moore arbeitete danach als Studiomusiker und beteiligte sich an Alben von Andrew Lloyd Webber, Gary Boyle und Rod Argent.  
1978 startete Moore erneut einen Soloversuch mit dem Album Back on the Streets, das die erfolgreiche Single Parisienne Walkways enthält, die in Zusammenarbeit mit Phil Lynott entstand und bis zuletzt Teil von Gary Moores Live-Repertoire war. 1978 schloss er sich wieder der Band Thin Lizzy als Ersatz für Brian Robertson an und spielte mit Thin Lizzy das Album Black Rose ein. Überraschend verließ Moore Thin Lizzy 1979 wieder während einer US-Tournee. Danach gründete er mit Mark Nauseef, mit dem er bei Thin Lizzy zusammen gespielt hatte, das kurzlebige Projekt G-Force und wurde Gitarrist in der Band von Greg Lake.

### 1983: Hardrock-Ära

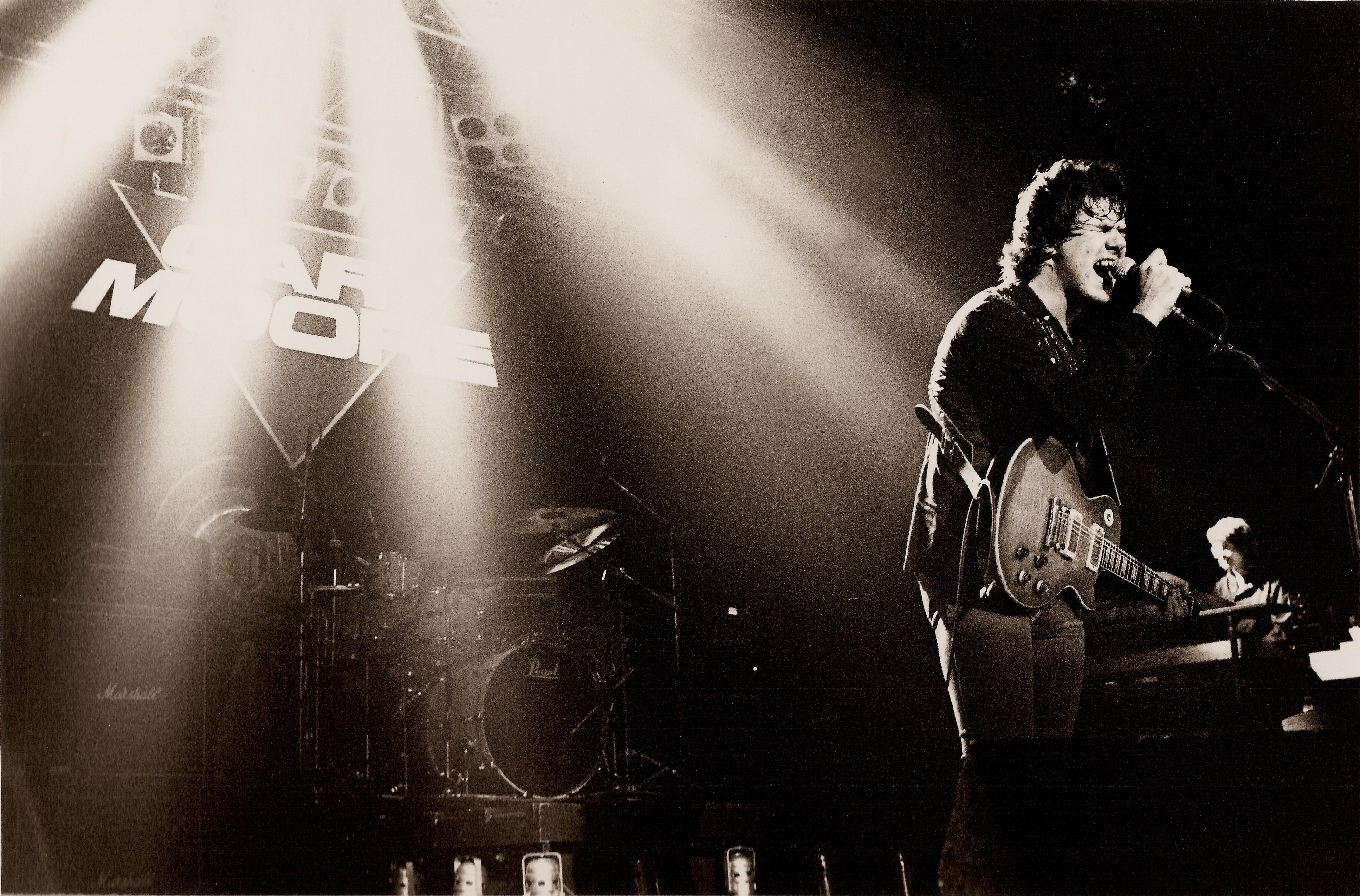
Gary Moore 1985 im Apollo Manchester

In den nachfolgenden Jahren setzte sich Moore allmählich als Gitarrenvirtuose in der Hardrock- bzw. Metal-Szene durch. Das ehemalige UFO-Mitglied Neil Carter wurde 1983 zu einem wichtigen Co-Musiker für Gary Moore. Mit Corridors of Power (1982) und Victims of the Future (1983) etablierte sich Moore im Hardrock-Genre. Das Album Victims of the Future enthält mit der Ballade Empty Rooms eines seiner bekanntesten Stücke. Spätestens mit dem Album Run for Cover (1985) war Gary Moore eine feste Größe als Rockgitarrist. Das Album enthält unter anderem die Single Out in the Fields, an der auch Phil Lynott beteiligt war. Bekannte Mitmusiker waren in dieser Zeit Ian Paice, Glenn Hughes und Tommy Aldridge.
Seine Position als stilistisch vielseitiger Hardrock-Gitarrist und versierter Sänger festigte Moore mit dem Album Wild Frontier (1987), das durch Irish-Folk-Einflüsse geprägt ist. Wild Frontier ist dem 1986 verstorbenen Phil Lynott gewidmet, worauf die Plattenhülle mit dem Aufdruck „for Philip“ hinweist. Der auf dem Album enthaltene Song Johnny Boy ist ebenfalls ein Tribut an Phil Lynott. Wild Frontier blieb Gary Moores einziges Celtic-Rock-Album, auch wenn der Nachfolger After the War (1989) weitere irische Einflüsse (zum Beispiel im Lied Blood of Emeralds) widerspiegelt. Wild Frontier enthält mit der Single Over the Hills and Far Away einen bekannten Song des Celtic Rock.
In After the War (1989, mit Cozy Powell) geht es thematisch unter anderem um den Nordirlandkonflikt (Blood of Emeralds) und den Vietnamkrieg (After the War). Des Weiteren äußerte sich Moore in Led Clones (mit Ozzy Osbourne) kritisch über Rockbands, die sich zu sehr an Idolen wie Led Zeppelin orientieren, ohne eigene musikalische Identität zu entwickeln. Auch auf diesem Album erinnerte Moore an seinen verstorbenen Freund Lynott: „…the darkest son of Ireland, he was standin’ by my side.“ (Blood of Emeralds).

### 1990: Wechsel zum Blues
Um 1990 änderte Moore seinen Stil von hartem Rock zu Blues und Bluesrock und konnte mit dem Album Still Got the Blues und der Single Still Got the Blues (for You) einen weltweit großen Erfolg verbuchen. An dem Album wirkten mit Albert King und Albert Collins zwei einflussreiche Bluesgitarristen mit; auch George Harrison von den Beatles ist als Autor und Gitarrist bei einem Song vertreten. Das nachfolgende Album After Hours erschien 1992 und war ähnlich konzipiert, als Gastmusiker trat diesmal B. B. King auf. Allerdings konnten die Singles Cold Day in Hell sowie Separate Ways nicht ganz an den Erfolg von Still Got the Blues anknüpfen.
Neben weiteren Solo-Bluesalben tat sich Moore 1994 mit Ginger Baker und Jack Bruce, die in den 1960er Jahren mit Eric Clapton die Band Cream gebildet hatten, für das Album Around the Next Dream unter dem Namen BBM (steht für Bruce-Baker-Moore) zusammen, das zunächst als Soloalbum Moores geplant war. Obwohl von den Musikern selbst ein Zusammenhang bestritten wurde, klingt BBM wie eine Neuauflage von Cream, bei der Moore den Part von Clapton übernahm.
Am 2. und 3. November 1993 war er als Gastmusiker bei dem zum verspäteten 50. Geburtstag im Kölner E-Werk gespielten Konzert von Jack Bruce dabei, wo er auch als Trio mit Ginger Baker und Jack Bruce einige Stücke spielte, veröffentlicht auf der Doppel-CD Jack Bruce "Cities of the Heart".
Nach dem Peter-Green-Tributealbum Blues for Greeny aus dem Jahr 1995 veröffentlichte Gary Moore 1997 Dark Days in Paradise. Auf diesem Album experimentierte Moore mit modernen Rocksounds. Im selben Jahr komponierte er die Titelmusik zum Film Middleton’s Changeling, die er auch selbst einspielte. Mit A Different Beat folgte 1999 das vielleicht untypischste Album; so experimentierte Moore hier unter anderem mit Hip-Hop- und Drum-and-Bass-Sounds. Im Jahr 2001 wandte sich Moore mit dem passend Back to the Blues betitelten Album wieder dem Blues zu. 2002 gründete Gary Moore zusammen mit Cass Lewis (vorher Skunk Anansie) und Darrin Mooney (ehemals Primal Scream) das Bandprojekt Scars. Im Jahr 2003 war Gary Moore im Vorprogramm von Whitesnake während der „Monsters of Rock“-Tournee in Großbritannien unterwegs. Während dieser Tournee spielte er erstmals seit längeren Jahren wieder Stücke aus seiner Hardrockzeit. Im folgenden Jahr 2004 widmete sich Moore mit dem Album Power of the Blues erneut dem Blues.

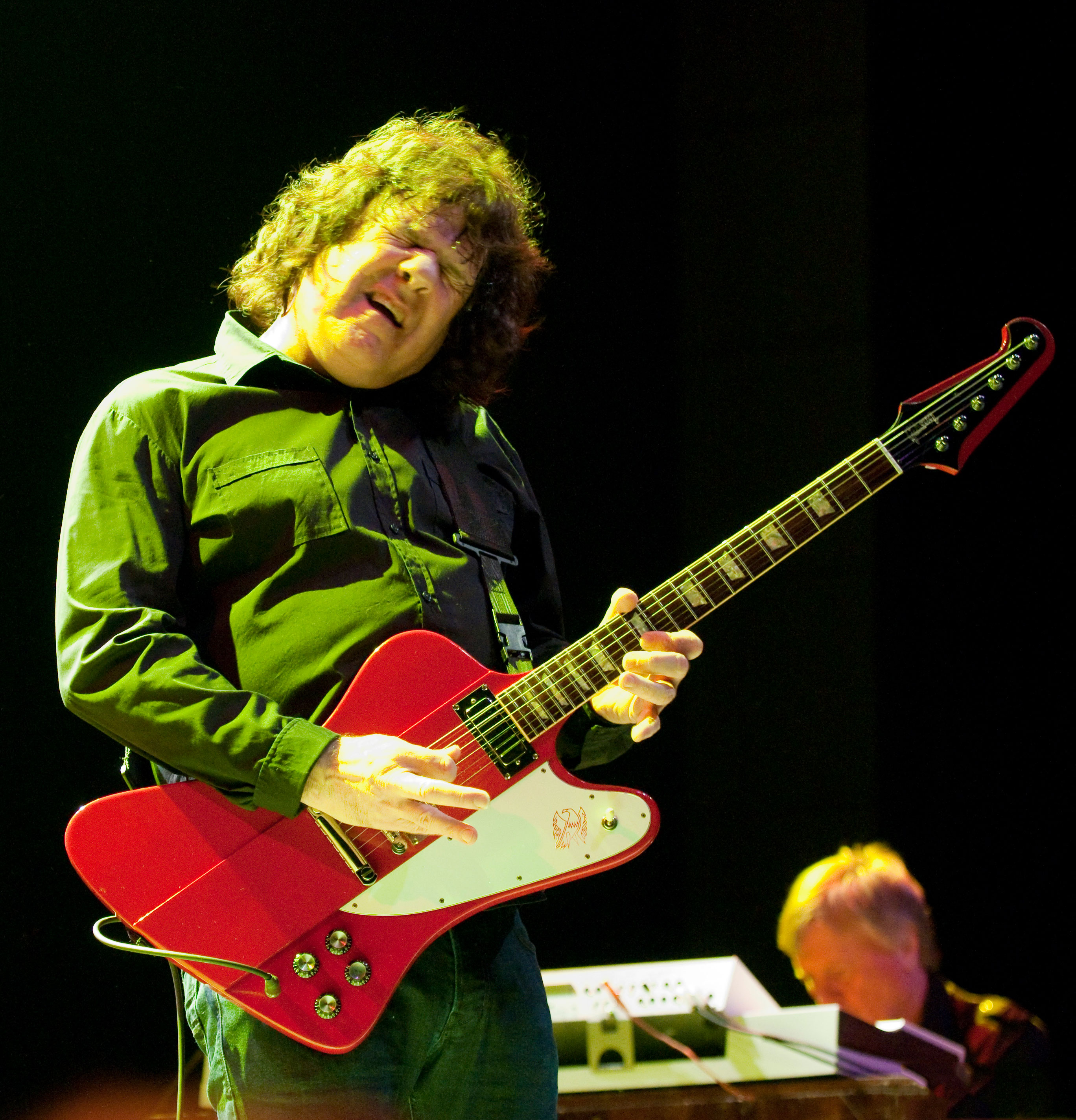
Gary Moore live im Jahr 2005

Am 20. August 2005 wurde in Dublin eine Gedenkstatue an den 1986 verstorbenen Thin-Lizzy-Frontmann Phil Lynott enthüllt. Beim Gedächtniskonzert für Lynott bildete Gary Moore mit Brian Downey (Schlagzeug) und Jonathan Noyce (Bass) die Backingband für zahlreiche Lieder, Weggefährten und Bandkollegen. Mit Brian Robertson, Eric Bell und Scott Gorham spielte Gary Moore zahlreiche Hits aus der Geschichte der Band Thin Lizzy sowie einige seiner eigenen Lieder.
Mit Old New Ballads Blues (2006) orientierte sich Gary Moore stärker am Slow Blues. Zwei der Stücke auf diesem Album sind Neuaufnahmen von Titeln seines bis dato erfolgreichsten Bluesalbums Still Got the Blues. Daneben sind Coversongs der Bluesveteranen Otis Rush und Willie Dixon vertreten. Am 25. Oktober 2007 gab Gary Moore in London ein Jimi-Hendrix-Gedächtniskonzert, bei dem er bei drei Titeln von den Original-Hendrix-Musikern Mitch Mitchell und Billy Cox unterstützt wurde. 2007 und 2008 erschienen die Blues-Rock-Alben Close as You Get und Bad for You, Baby, die neben eigenen Kompositionen auch Coversongs enthalten und wieder etwas schnellere Bluesstücke wie beispielsweise Thirty Days aufgreifen. Das Album Bad for You, Baby wurde 2009 in der Kategorie „Best Rock Blues Album of the Year“ des „Blues Music Awards“ nominiert. Gary Moore bestritt zuletzt 2007 und 2009 Tourneen in Deutschland.

### Die letzten Jahre

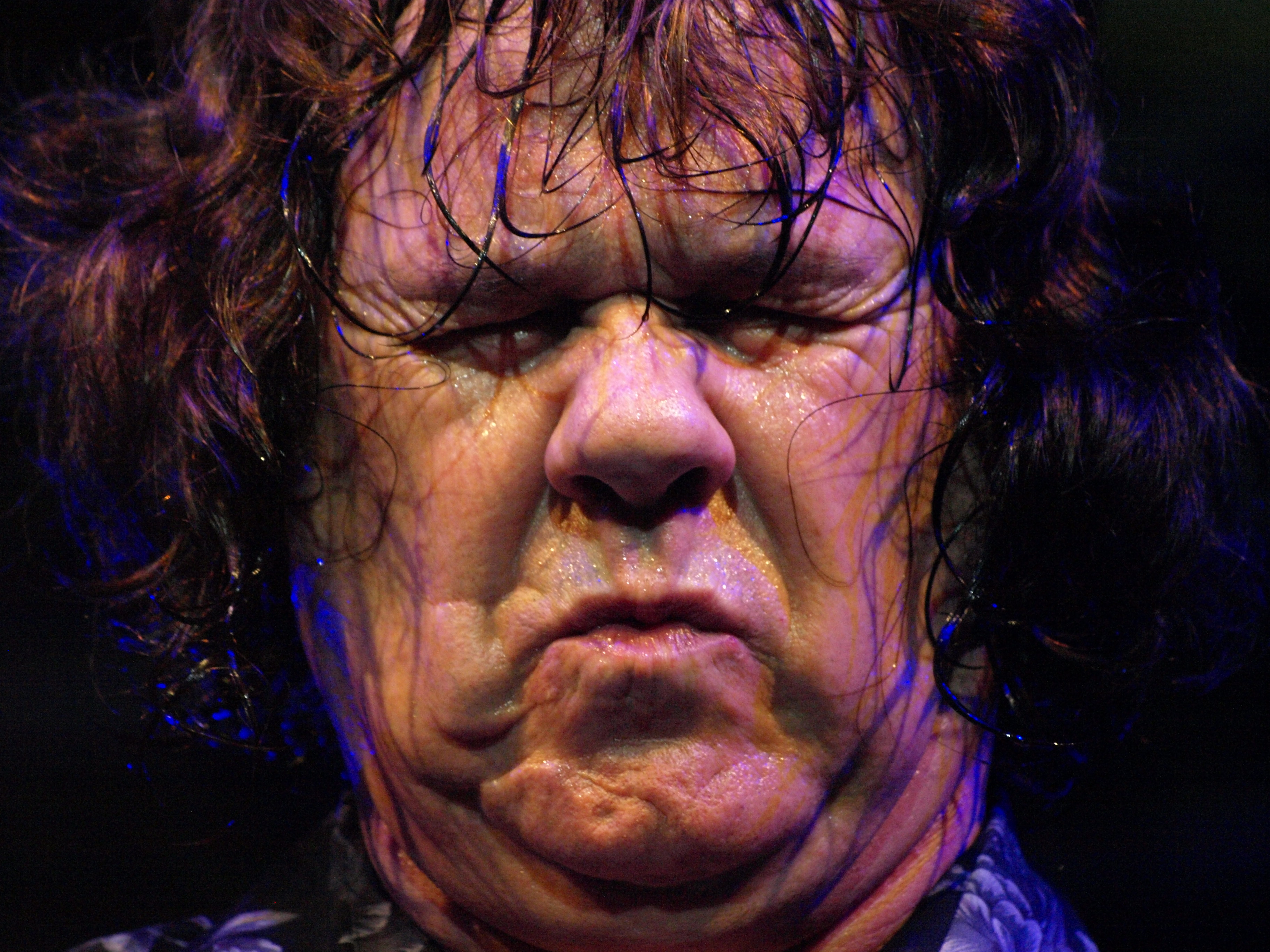
Gary Moore im Jahr 2009

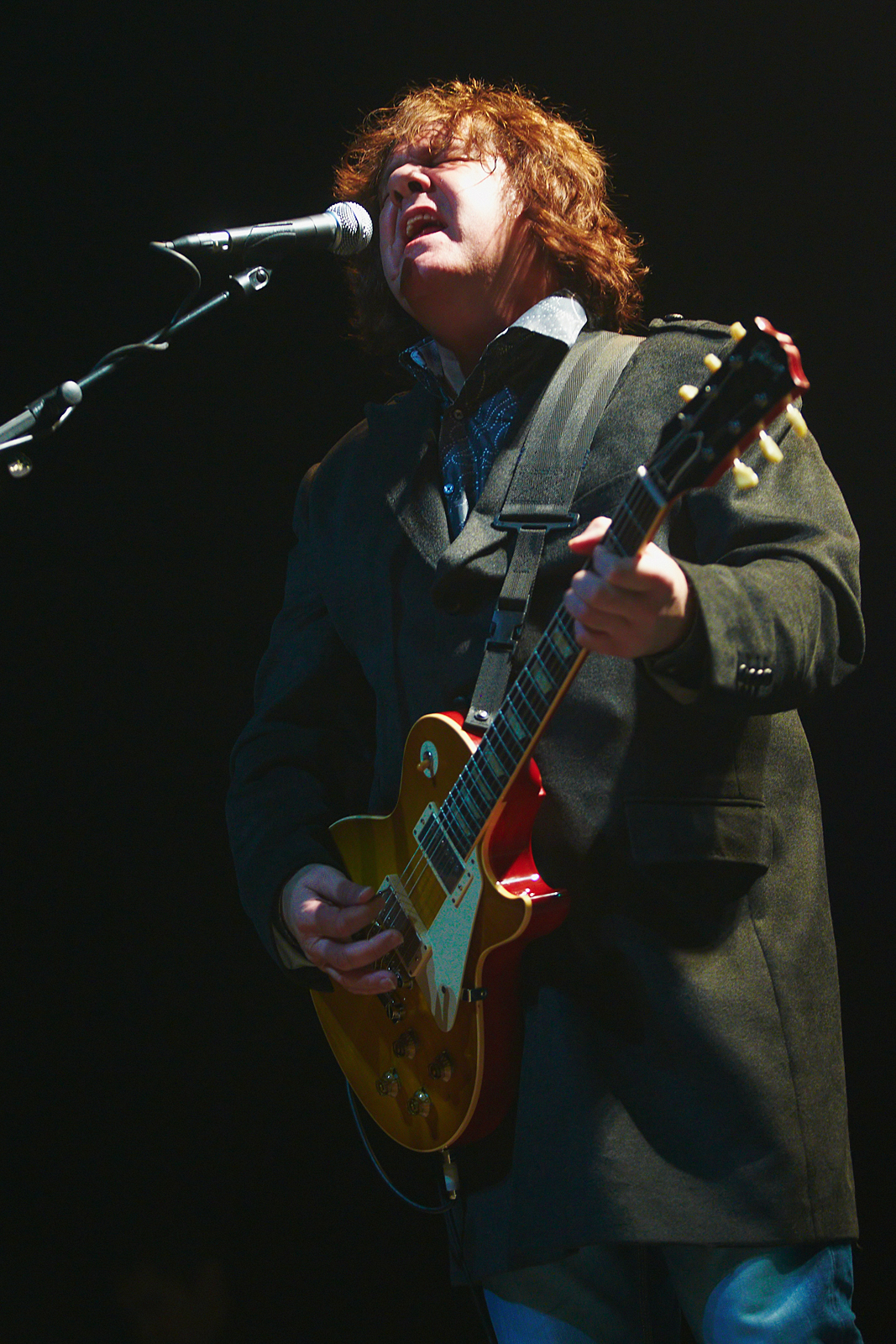
Gary Moore im Jahr 2010

Ende 2009 erklärte Gary Moore in einem Interview in Budapest, dass er nur noch ein Blues-Album aufnehmen und damit die Verpflichtungen gegenüber seiner Plattenfirma Eaglerock erfüllen werde. Danach sollte ein Celtic-Rock-Album im Stil von Wild Frontier (1987) folgen. Dazu strebte er eine Zusammenarbeit mit der irischen Folkband The Chieftains an. Bereits 2005 erklärte Moore gegenüber dem japanischen Magazin Burrn, dass er einige Stücke verfasst habe, jedoch benötige ein Album eine längere Vorbereitungszeit. Drei dieser Stücke sind 2011 auf dem Album Live at Montreux 2010 in einer Liveversion veröffentlicht worden. Das für dasselbe Jahr geplante Album konnte er jedoch wegen seines frühen Todes nicht mehr fertigstellen.
Moore hatte ab 1970 in England gelebt. 2002 zog er nach Brighton, um nahe bei seinen beiden Söhnen zu sein, die aus einer von 1985 bis 1993 dauernden Ehe stammen. Seit 1997 lebte er mit einer Künstlerin zusammen; aus dieser Beziehung stammte eine Tochter. Eine weitere Tochter stammte aus einer früheren Affäre.
Gary Moore wurde  von seiner Freundin am 6. Februar 2011 im Alter von 58 Jahren tot in einem Hotelzimmer im spanischen Estepona aufgefunden. Er starb im Schlaf an einer Herzinsuffizienz, zu diesem Zeitpunkt war er stark alkoholisiert. In seinen letzten Jahren war er zu einem starken Trinker geworden. Sein Grab befindet sich auf dem St Margaret Churchyard in Rottingdean nahe Brighton an der Südküste Englands. Sein Vermögen von 2 Mio. £ erbten seine vier Kinder.
Die DVD Live at Montreux 2010 wurde 2012 für den „Blues Music Award“ in der Kategorie „DVD of the Year“ nominiert. 2018 veröffentlichten seine Weggefährten „Moore Blues For Gary“. Steve Lukather, Danny Bowes, Glenn Hughes, Joe Lynn Turner, Steve Morse, John Sykes, Neil Carter, Doug Aldrich und Eric Singer singen darauf Gary-Moore-Klassiker.

## Streit umStill Got the Blues
2001 wurde Moore von Jürgen Winter, dem Bassisten der Krautrock-Gruppe Jud’s Gallery (1970–1974), verklagt. Moores Hit Still Got the Blues von 1990 sei ein Plagiat von Winters Stück Nordrach (1974 aufgenommen, jedoch bis 1999 nicht veröffentlicht): die Gitarrenpassage am Ende von Nordrach bilde das Hauptthema von Still Got the Blues. 2008 bekam Winter in einer umstrittenen Entscheidung vom Landgericht München Recht.
Moore schloss 2009 mit Winter einen Vergleich, zahlte eine nicht genannte Summe und behielt die Rechte an Still Got the Blues.

## Equipment
Im Laufe der Jahre spielte Moore auf vielen unterschiedlichen Gitarren. Neben den drei Gitarren, die er von dem Bluesbreakers- und Fleetwood-Mac-Gitarristen Peter Green erworben hatte (eine 1959er Gibson Les Paul – heute im Besitz von Kirk Hammett, eine 1961er Fender Stratocaster sowie eine Gibson Les Paul Junior), spielte er auf Modellen von Charvel, Ibanez, Hamer, Jackson, PRS und Heritage. Moore setzte oft Marshall-Verstärker und auch Soldano Amps ein. In seiner späteren experimentellen Phase, als er synthetische Klangelemente hinzufügte, verwendete er Line-6-Vorverstärker.

## Diskografie
Studioalben

| Jahr | Titel                 | Höchstplatzierung, Gesamtwochen, AuszeichnungChartplatzierungen (Jahr, Titel, Platzierungen, Wochen, Auszeichnungen, Anmerkungen) | Höchstplatzierung, Gesamtwochen, AuszeichnungChartplatzierungen (Jahr, Titel, Platzierungen, Wochen, Auszeichnungen, Anmerkungen) | Höchstplatzierung, Gesamtwochen, AuszeichnungChartplatzierungen (Jahr, Titel, Platzierungen, Wochen, Auszeichnungen, Anmerkungen) | Höchstplatzierung, Gesamtwochen, AuszeichnungChartplatzierungen (Jahr, Titel, Platzierungen, Wochen, Auszeichnungen, Anmerkungen) | Höchstplatzierung, Gesamtwochen, AuszeichnungChartplatzierungen (Jahr, Titel, Platzierungen, Wochen, Auszeichnungen, Anmerkungen) | Anmerkungen                                                                                |
| Jahr | Titel                 | DE | AT | CH | UK | US | Anmerkungen                                                                                |
| ---- | --------------------- | --- | --- | --- | --- | --- | ------------------------------------------------------------------------------------------ |
| 1973 | Grinding Stone        | — | — | — | — | — | als The Gary Moore Band                                                                    |
| 1978 | Back on the Streets   | — | — | — | UK70 (1 Wo.)UK | — | 2013 mit 4 zusätzlichen Titeln wiederveröffentlicht                                        |
| 1980 | G-Force               | — | — | — | — | — | Bandprojekt mit Mark Nauseef, Tony Newton und Willie Dee als G-Force                       |
| 1981 | Dirty Fingers         | — | — | — | — | — | erst 1983 in Japan und 1984 weltweit gegen Moores Willen veröffentlicht                    |
| 1982 | Corridors of Power    | — | — | — | UK30 (6 Wo.)UK | US149 (13 Wo.)US | Erstveröffentlichung: September 1982                                                       |
| 1985 | Run for Cover         | DE27 (9 Wo.)DE | — | — | UK12 Silber · (8 Wo.)UK | US146 (7 Wo.)US | Erstveröffentlichung: 2. September 1985 Verkäufe: + 110.000                                |
| 1987 | Wild Frontier         | DE9 (31 Wo.)DE | AT16 (10 Wo.)AT | CH7 (14 Wo.)CH | UK8 Silber · (14 Wo.)UK | US139 (15 Wo.)US | Erstveröffentlichung: 9. März 1987 Verkäufe: + 252.791                                     |
| 1989 | After the War         | DE2 Gold · (18 Wo.)DE | — | CH3 (11 Wo.)CH | UK23 Silber · (5 Wo.)UK | US114 (9 Wo.)US | Erstveröffentlichung: 2. Januar 1989 Verkäufe: + 360.000                                   |
| 1990 | Still Got the Blues   | DE4 Gold · (57 Wo.)DE | AT13 (24 Wo.)AT | CH3 Platin · (31 Wo.)CH | UK13 Platin · (26 Wo.)UK | US83 Gold · (42 Wo.)US | Erstveröffentlichung: 26. März 1990 Verkäufe: + 1.575.000                                  |
| 1992 | After Hours           | DE2 (26 Wo.)DE | AT6 (11 Wo.)AT | CH1 (16 Wo.)CH | UK4 Gold · (13 Wo.)UK | US145 (8 Wo.)US | Erstveröffentlichung: 10. Mai 1992 Verkäufe: + 250.000                                     |
| 1994 | Around the Next Dream | DE20 (13 Wo.)DE | AT28 (5 Wo.)AT | CH25 (4 Wo.)CH | UK9 (5 Wo.)UK | — | Erstveröffentlichung: 17. Mai 1994 Bandprojekt mit Jack Bruce und Ginger Baker (BBM)       |
| 1995 | Blues for Greeny      | DE33 (9 Wo.)DE | — | CH26 (7 Wo.)CH | UK14 (6 Wo.)UK | — | Erstveröffentlichung: 31. Mai 1995                                                         |
| 1997 | Dark Days in Paradise | DE32 (7 Wo.)DE | AT19 (6 Wo.)AT | CH22 (5 Wo.)CH | UK43 (2 Wo.)UK | — | Erstveröffentlichung: 2. Juni 1997                                                         |
| 1999 | A Different Beat      | DE60 (1 Wo.)DE | — | — | — | — | Erstveröffentlichung: 27. September 1999                                                   |
| 2001 | Back to the Blues     | DE40 (4 Wo.)DE | AT68 (2 Wo.)AT | CH49 (7 Wo.)CH | UK53 (1 Wo.)UK | — | Erstveröffentlichung: 12. März 2001                                                        |
| 2002 | Scars                 | DE48 (2 Wo.)DE | — | CH31 (5 Wo.)CH | — | — | Erstveröffentlichung: 26. August 2002 Bandprojekt mit Cass Lewis & Darrin Mooney als Scars |
| 2004 | Power of the Blues    | DE65 (1 Wo.)DE | — | — | — | — | Erstveröffentlichung: 7. Juni 2004                                                         |
| 2006 | Old New Ballads Blues | DE91 (1 Wo.)DE | — | — | — | — | Erstveröffentlichung: 24. April 2006                                                       |
| 2007 | Close as You Get      | DE66 (1 Wo.)DE | — | CH95 (1 Wo.)CH | — | — | Erstveröffentlichung: 21. Mai 2007                                                         |
| 2008 | Bad for You Baby      | DE69 (1 Wo.)DE | — | CH71 (2 Wo.)CH | — | — | Erstveröffentlichung: 22. September 2008                                                   |
| 2021 | How Blue Can You Get  | DE22 (3 Wo.)DE | AT19 (1 Wo.)AT | CH18 (1 Wo.)CH | UK54 (1 Wo.)UK | — | Erstveröffentlichung: 28. April 2021                                                       |

grau schraffiert: keine Chartdaten aus diesem Jahr verfügbar